# Ormiscodes litura
Ormiscodes litura är en fjärilsart som beskrevs av Walker 1855. Ormiscodes litura ingår i släktet Ormiscodes och familjen påfågelsspinnare. Inga underarter finns listade i Catalogue of Life.